# 王子达
王子达（1913年—1993年），男，浙江镇海人，中华人民共和国政治人物。

## 生平
早年曾任中共湖州市委副书记和中共嘉兴地委秘书长。1951年调到杭州，1962年9月接替吴宪担任杭州市人民委员会市长，为1949以后杭州市第四任市长。1975年6月，调任中共梧州市委副书记，职位从副省级降到了副厅级。1986年离休后他与妻子到妻子家乡江苏常州定居，1993年在常州郁郁而终，享年80岁。